# Вестервілл (Небраска)
Вестервілл (англ. Westerville) — переписна місцевість (CDP) в США, в окрузі Кастер штату Небраска. Населення — 31 особа (2020).

## Географія
Вестервілл розташований за координатами 41°23′46″ пн. ш. 99°22′54″ зх. д. / 41.39611° пн. ш. 99.38167° зх. д. (41.396196, -99.381795).  За даними Бюро перепису населення США в 2010 році переписна місцевість мала площу 0,34 км², уся площа — суходіл.

## Демографія
Згідно з переписом 2010 року, у переписній місцевості мешкало 39 осіб у 12 домогосподарствах у складі 11 родини. Густота населення становила 115 осіб/км².  Було 16 помешкань (47/км²).
Расовий склад населення:
| - 97,4 % — білих - 2,6 % — осіб інших рас |

До двох чи більше рас належало 0,0 %. Частка іспаномовних становила 5,1 % від усіх жителів.
За віковим діапазоном населення розподілялося таким чином: 38,5 % — особи молодші 18 років, 48,7 % — особи у віці 18—64 років, 12,8 % — особи у віці 65 років та старші. Медіана віку мешканця становила 29,5 року. На 100 осіб жіночої статі у переписній місцевості припадало 95,0 чоловіків;  на 100 жінок у віці від 18 років та старших — 100,0 чоловіків також старших 18 років.
Цивільне працевлаштоване населення становило 6 осіб. Основні галузі зайнятості: виробництво — 50,0 %, освіта, охорона здоров'я та соціальна допомога — 50,0 %.